# کاپرافیکو
کاپرافیکو (به ایتالیایی: Caprafico) یک منطقهٔ مسکونی در ایتالیا است که در استان تیرامو واقع شده‌است.